# Sustavni pregled literature
Sustavni pregled literature ili sustavni pregledni članak (engl. systematic review) je članak koji opisuje izvorni znanstveni rad nastao vrlo rigoroznom analizom već obavljenih istraživanja, koja mogu biti neobjavljena ili objavljena – ovisno o protokolu sustavnog pregleda.
Sustavni pregled je pregled literature koji je fokusiran na jedno usko definirano istraživačko (kliničko) pitanje, tijekom kojeg autori pronalaze, procjenjuju, izabiru i sabiru sve dokaze iz literature koji odgovaraju na postavljeno pitanje. Sustavni pregledi visoko-kvalitetnih randomiziranih kontroliranih studija temelj su medicine utemeljene na dokazima.
Razumijevanje sustavnih pregleda i načina kako ih primijeniti u praksi danas je ključno za sve zdravstvene djelatnike. Sustavni pregled je vrsta istraživanja i kao takav se ne mora nužno odnositi na intervencije i dijagnostiku u zdravstvu, nego i druga područja znanosti mogu provoditi sustavne preglede iz svojih područja. 

### Originalno istraživanje
Sustavni pregled literature je originalno znanstveno istraživanje. To je sekundarno istraživanje pri kojem se istražuju podatci prikupljeni u primarnim istraživanjima. Međutim, metodologija izrade sustavnog pregleda literature sadrži korake koje sadrži i svako drugo znanstveno istraživanje: postavljanje hipoteze, prikupljanje podataka, analiza podataka i donošenje zaključka.

### Izrada
Proces sastavljanja sustavnoga preglednog članka sastoji se od sljedećih koraka:
- Definiranje problema (pitanja)
- Traženje svih studija koje pouzdano obrađuju taj problem
- Pažljivo razvrstavanje studija kako bi se izabrale one koje su relevantne za definirani problem
- Procjenjivanje kvalitete studija
- Izračunavanje rezultata za svaku od studija (i njihovo kombiniranje ako je to prikladno s obzirom na pronađene studije)
- Tumačenje rezultata.

Taj pristup se primjenjuje u svim sustavnim preglednim člancima, iako zadnji koraci ovise o tome jesu li pronađene prikladne studije. Ideja je, ukratko, pronaći studije koje odgovaraju na neko precizno postavljeno pitanje, analizirati te studije i donijeti zbirni zaključak koji se temelji na svim studijama uključenim u taj sustavni pregled literature.

### Svrha
Razlozi za izradu sustavnih pregleda literature vrlo su jednostavni. Istraživanja ima mnogo, i svatko tko poželi naći odgovor na neko pitanje suočit će se s velikim brojem literature. Osim toga, svako istraživanje nije iste kvalitete, nije nužno i zadovoljavajuće kvalitete. Autori sustavnog pregleda ne samo da sažimaju literaturu iz nekog područja, nego i daju procjenu kvalitete o postojećim istraživanjima. Rezultat sustavnog pregleda će pokazati da li su dokazi o nekom području dostatni i jesu li potrebna nova istraživanja, tako da daju važne informacije ne samo za praksu nego i za buduće istraživačke radove.

### Cochrane sustavni pregledi
Međunarodna organizacija Cochrane kolaboracija (The Cochrane Collaboration) neprofitna je udruga koja se bavi izradom i popularizacijom sustavnih pregleda. Svi sustavni pregledi koje objave autori u okviru Cochrane kolaboracije moraju se napraviti po strogoj metodologiji, koja određuje potrebnu razinu kvalitete i garantira da je sustavni pregled napravljen propisno. Cochrane kolaboracija proizvodi Cochrane knjižnicu (The Cochrane Library) kojoj je moguće pristupiti preko interneta, a u kojoj se nalazi nekoliko baza medicinskih podataka. Jedna od njih zove se Cochrane Database of Systematic Reviews i u njoj se objavljuju samo sustavni pregledi i to samo oni koji su napravljeni po zahtjevnoj Cochrane metodologiji. Zbog zahtjevne metodologije i visoke kvalitete, Cochrane sustavni pregledi danas se smatraju zlatnim standardom sustavnih pregleda. Visoku kvalitetu Cochrane sustavnih pregleda literature pokazuje i čimbenik odjeka (engl. impact factor) Cochrane Database of Systematic Reviews koji za 2012. godinu iznosi 5,785. Cochrane kolaboracija osnovala je 2008. godine Hrvatski Cochrane ogranak koji djeluje pri Medicinskom fakultetu u Splitu i bavi se promocijom medicine utemeljene na dokazima i sustavnih pregleda u Hrvatskoj i regiji.

## Vanjske poveznice
- Cochrane kolaboracija
- Cochrane knjižnica  Arhivirana inačica izvorne stranice od 19. lipnja 2017. (Wayback Machine)
- Hrvatski Cochrane ogranak  Arhivirana inačica izvorne stranice od 8. ožujka 2021. (Wayback Machine)